# Норт-Шарлеруа (Пенсільванія)
Норт-Шарлеруа (англ. North Charleroi) — місто (англ. borough) в США, в окрузі Вашингтон штату Пенсільванія. Населення — 1303 особи (2020).

## Географія
Норт-Шарлеруа розташований за координатами 40°9′1″ пн. ш. 79°54′29″ зх. д. / 40.15028° пн. ш. 79.90806° зх. д. (40.150394, -79.908148).  За даними Бюро перепису населення США в 2010 році місто мало площу 0,76 км², з яких 0,67 км² — суходіл та 0,10 км² — водойми.

## Демографія
Згідно з переписом 2010 року, у селищі мешкало 1313 осіб у 600 домогосподарствах у складі 307 родин. Густота населення становила 1721 особа/км².  Було 709 помешкань (929/км²).
Расовий склад населення:
| - 96,3 % — білих - 1,8 % — чорних або афроамериканців - 0,2 % — азіатів - 0,1 % — корінних американців |

До двох чи більше рас належало 1,4 %. Частка іспаномовних становила 1,2 % від усіх жителів.
За віковим діапазоном населення розподілялося таким чином: 19,8 % — особи молодші 18 років, 54,0 % — особи у віці 18—64 років, 26,2 % — особи у віці 65 років та старші. Медіана віку мешканця становила 46,7 року. На 100 осіб жіночої статі у селищі припадало 81,4 чоловіків;  на 100 жінок у віці від 18 років та старших — 75,2 чоловіків також старших 18 років.
Середній дохід на одне домашнє господарство  становив 50 625 доларів США (медіана — 40 139), а середній дохід на одну сім'ю — 60 091 долар (медіана — 50 375). Медіана доходів становила 47 813 долари для чоловіків та 28 750 доларів для жінок. За межею бідності перебувало 16,0 % осіб, у тому числі 17,9 % дітей у віці до 18 років та 8,8 % осіб у віці 65 років та старших.
Цивільне працевлаштоване населення становило 566 осіб. Основні галузі зайнятості: освіта, охорона здоров'я та соціальна допомога — 25,3 %, роздрібна торгівля — 12,2 %, будівництво — 10,8 %, виробництво — 9,5 %.